# 約翰內斯·羅伊希林
約翰內斯·羅伊希林（德語：Johannes Reuchlin，1455年—1522年），文艺复兴时期德国希伯来语、希腊语学者。他于1455年出生在普福尔茨海姆，父亲是当地圣斯蒂凡修道院的管家。他积极倡导人文主义，曾努力劝说皇帝马克西米连一世不要下令全部销毁犹太书籍和抄本。最终获得成功。

## 扩展阅读
- 本条目包含来自公有领域出版物的文本: Chisholm, Hugh (编). .  (第11版). London: Cambridge University Press. 1911.
- 此條目包含現處於公共領域的出版物中的內容：Singer, Isidore;  et al (编). . . New York: Funk & Wagnalls Company. 1901–1906.